# شهرستان میاننینگ
شهرستان میاننینگ (به لاتین: Mianning County) یک منطقهٔ مسکونی در چین است که در لیانگشان یای واقع شده‌است.